# Síndrome de Irukandji
A Síndrome de Irukandji é um conjunto de sintomas debilitantes, e possivelmente até fatais, provocados pelo envenenamento causado pela picada de determinadas águas-vivas. A síndrome é, na maioria das vezes, atribuída a acidentes causados pelas espécies da classe Cubozoa (cubomedusas), e em especial, pela espécie Carukia barnesi (Southcott, 1967).

## Etiologia
Yirrganydji (Irukandji) é o nome de uma tribo aborígene de Far North Queensland, Austrália. O estilo de vida tradicional dos Irukandji era o de pescadores ao longo da faixa costeira e ao redor das fozes dos rios, ilhas e mares entre Cairns e o rio Mowbray em Port Douglas, uma região que abrange 520 km². Durante anos, os membros da tribo Irukandji encontraram C. barnesi e experimentaram os sintomas agonizantes da síndrome, às vezes fatais, sem saber o que os estava prejudicando. Porque esta doença misteriosa aconteceu com frequência na tribo Irukandji, foi nomeada com seu nome em 1952, por Flecker.

## História
O primeiro registro da síndrome e sua descrição datam de 1908, nas Filipinas. Em 1943, o Dr. Ron Southcott, quando servia no exército, descreveu uma estranha síndrome que acometeu um grupo de soldados que havia nadado nas águas tropicais da região de Cairns, Austrália. A síndrome apresentava uma pequena picada na pele, seguida, aproximadamente 30 minutos depois, por um conjunto bizarro de sintomas sistêmicos angustiantes. Ele chamou isso de picadas "Tipo A" para distinguir entre outro grupo de picadas de água-viva, que causavam uma dor severa e instantânea no local da picada (picadas "Tipo B", posteriormente atribuídas a Chironex fleckeri) Ainda sem saber a causa, o Dr. Hugo Flecker, em 1952, batizou esses sintomas sistêmicos tardios de "Síndrome de Irukandji", já que a maioria dos casos ocorria na região de Palm Cove, Cairns, área da tribo Irukandji.
Intrigado com as pesquisas de seu colega Hugo Flecker sobre Chironex fleckeri nas praias de North Queensland, Austrália, Barnes, em 1958, aceitou pesquisar sobre as espécies de águas-vivas possíveis causadoras da Síndrome de Irukandji para a Associação Médica Britânica. O trabalho de detetive de Barnes permitiu que ele fizesse algumas deduções fundamentais, levando-o para mais perto de sua presa evasiva. Ele deduziu que o agente causador deveria ser pequeno, porque as vítimas estavam apenas parcialmente submersas na água do mar ou salpicadas por pequenas ondulações que lavavam a pele exposta, e provavelmente seriam encontradas em águas superficiais. Também deveria ser incolor e transparente, porque ninguém conseguia enxergá-la. E ainda, porque as picadas tendiam a ocorrer em “explosões”, quando presentes, as espécies culpadas provavelmente seriam encontradas em grande número. E finalmente, a pequena vilã deveria ser móvel, porque um provável agente causador nunca foi encontrado encalhado em terra. Barnes percebeu que a melhor maneira de encontrar um organismo tão esquivo seria capturá-lo debaixo d'água, usando uma luz oblíqua para tornar a pequena criatura visível quando vista através da máscara de mergulhador. Em dezembro de 1961, logo após o relato de casos de Síndrome de Irukandji acontecendo na mesma área, Barnes e seus ajudantes identificaram dois espécimes de uma água-viva candidata a agente causador. Barnes só foi capaz de ver o corpo do primeiro espécime quando ele o colocou em contato com o vidro de sua máscara de mergulho. O segundo exemplar foi capturado pelo salva-vidas Don Ludbey, que só notou a água-viva porque estava presa por um único tentáculo a um peixe nadando erraticamente. Os espécimes eram uma cubomedusa do tamanho de uma unha e, para avaliar os sintomas, Barnes aplicou o veneno em si, em seu filho de 9 anos e em um salva-vidas local voluntário. R. V. Southcott, seu colaborador, descreveu e nomeou a nova espécie para a ciência.
"A primeira Carybdeida foi aplicada a um adulto (J.B.) e a um menino com nove anos de idade (N.B.). Um robusto e jovem salva-vidas (C.R.) se ofereceu para testar o segundo espécime, de tamanho similar ao primeiro."— Barnes, J.H., 1964
"O rapaz relatou dor abdominal leve doze minutos depois de ser picado... Assim que os efeitos sistêmicos se manifestaram, os sujeitos foram tomados de uma inquietação notável, e ficaram em constante movimento, batendo os braços sem rumo, flexionando e estendendo seus corpos, e geralmente se torcendo e  contorcendo …… Grupos musculares em contração tônica, com pouco espasmo... e os voluntários adotaram uma postura que eu posso comparar melhor a de uma criança com uma fralda cheia... Todos tinham dor abdominal e nas costas, dor na parede torácica anterior com alguma dificuldade na respiração e dores difusas nos músculos e nas articulações... foi acordado que o movimento não aliviou os sintomas, nem pressionar e esfregar... Quarenta minutos após a picada, a musculatura abdominal dos três sujeitos estava em espasmo implacável, tão rígida, com a garantia total do termo, "quanto uma tábua". Vomitar... não foi problemático por uns quarenta minutos. Os adultos obtiveram alívio completo dois minutos após a injeção de 50 mg de petidina... Os sintomas começaram a retroceder 20 minutos depois... Quando o efeito da segunda injeção desapareceu, todos os pacientes queixaram-se de dores nevrálgicas... e a administração intermitente de aspirina foi necessária por aproximadamente 24 horas. Depois disso, nenhum efeito negativo era mais aparente."— Barnes, J.H., 1964

## Sintomatologia
A picada nem sempre é sentida e há um atraso no início dos sintomas sistêmicos. Sinais locais, como verrugas ou marcas dérmicas podem ser mínimos ou ausentes. Sintomas sistêmicos múltiplos se desenvolvem de 5 a 120 minutos, média de 25 a 40 minutos, após a inoculação do veneno. Estes incluem uma sensação de morte iminente, agitação, disforia, vômitos, sudorese generalizada e dor intensa nas costas, membros ou abdômen. Hipertensão e taquicardia são comuns. Nos casos leves, os sintomas costumam se resolver dentro de 12 horas. O envenenamento grave se manifesta dentro de 4 horas com risco de cardiomiopatia tóxica, choque cardiogênico e edema pulmonar e podem exigir intubação e ventilação mecânica. A hemorragia intracerebral já ocorreu em alguns pacientes, presumivelmente devido a hipertensão não controlada.

## Fisiopatologia
A composição e as ações dos venenos não foram totalmente caracterizadas. A multiplicidade das atividades desses venenos dificultam a compreensão de sua patogênese. Os venenos das medusas são compostos de poderosas porinas proteicas, peptídeos neurotóxicos, lipídios bioativos e outras pequenas moléculas. Acredita-se que, entre outros fatores, induzam a liberação maciça de catecolaminas. Os venenos dos celenterados podem atingir o miocárdio, as fibras de Purkinje, o nódulo auriculoventricular ou o anel aórtico. Ações nos nervos, bem como no músculo esquelético, liso ou cardíaco, também ocorrem. Estudos em animais parecem confirmar uma relação entre o envenenamento e um aumento na circulação de noradrenalina e adrenalina.

## Epidemiologia
Registros da Síndrome de Irukandji aparecem principalmente na costa norte da Austrália, na região pacífico-índico, porém há registros para outras partes do mundo também, como  Havaí (EUA), Florida (EUA), Antilhas Francesas, Bonaire, Caribe, Timor Leste, Filipinas, Indonésia, Tailândia, Malásia  e Papua Nova Guiné. A espécie australiana originalmente associada à Síndrome de Irukandj é Carukia barnesi, porém outras espécies, como Carukia shinju, Carybdea xaymacana, Malo maxima, Malo kingi, Alatina moseri (Alatina mordens), Gerongia rifkinae, Morbakka fenneri parecem estar associadas à síndrome também.